# Loxosceles tolantongo
Espèce
Loxosceles tenochtitlan est une espèce d'araignées aranéomorphes de la famille des Sicariidae.

## Distribution
Cette espèce est endémique d'Hidalgo au Mexique,. Elle se rencontre vers Cardonal.

## Description
Le mâle holotype mesure 5,60 mm et la femelle paratype 6,64 mm.

## Étymologie
Son nom d'espèce lui a été donné en référence au lieu de sa découverte, les Grutas de Tolantongo.

## Publication originale
- Navarro-Rodríguez & Valdez-Mondragón, 2020 : « Description of a new species of Loxosceles Heineken & Lowe (Araneae, Sicariidae) recluse spiders from Hidalgo, Mexico, under integrative taxonomy: morphological and DNA barcoding data (CO1 + ITS2). » European Journal of Taxonomy, no 704, p. 1-30 (texte intégral).